# Moled
Le Moled ou molad tishri, terme signifiant « naissance » en hébreu – ici, il s'agit de la “naissance” de la Lune – est une valeur spécifiant le jour et l'heure de la nouvelle lune moyenne la plus proche de l'équinoxe d'automne.
Le moled est un élément essentiel du calcul du calendrier juif. Il est indispensable à la détermination du premier jour de l'année juive (Rosh Hachana).
Le moled est annoncé dans les synagogues lors du chabbat précédant le nouveau mois juif. L'heure et les minutes annoncées sont celles de Jérusalem.

## Calcul du moled
La formule suivante permet de calculer le moled d'une année juive A (moled de Jérusalem) :
| Notation : {\displaystyle {\tfrac {d}{D}}} ou {\displaystyle ({\tfrac {d}{D}})} : Résultat en nombre réel de la division de d par D. |
| {\displaystyle [{\tfrac {d}{D}}]} : Quotient de la division entière de d par D.                                                      |
| {\displaystyle \textstyle [d]_{D}~} : Reste de la division entière d par D.                                                          |
Le moled de l'année juive A est donné en jours juliens et fraction de jour julien par la formule :
{\displaystyle Moled(A)=347605+{\frac {3444371}{4924800}}+A(365+{\frac {24311}{98496}})+[12A+5]_{19}(1+{\frac {272953}{492480}})}